# Odontodes eugramma
Odontodes eugramma là một loài bướm đêm trong họ Noctuidae.